# Carlos Vermut
Carlos Vermut, pseudonimo di Carlos López del Rey (Madrid, 6 marzo 1980), è un regista, sceneggiatore, fumettista e produttore cinematografico spagnolo.

## Biografia

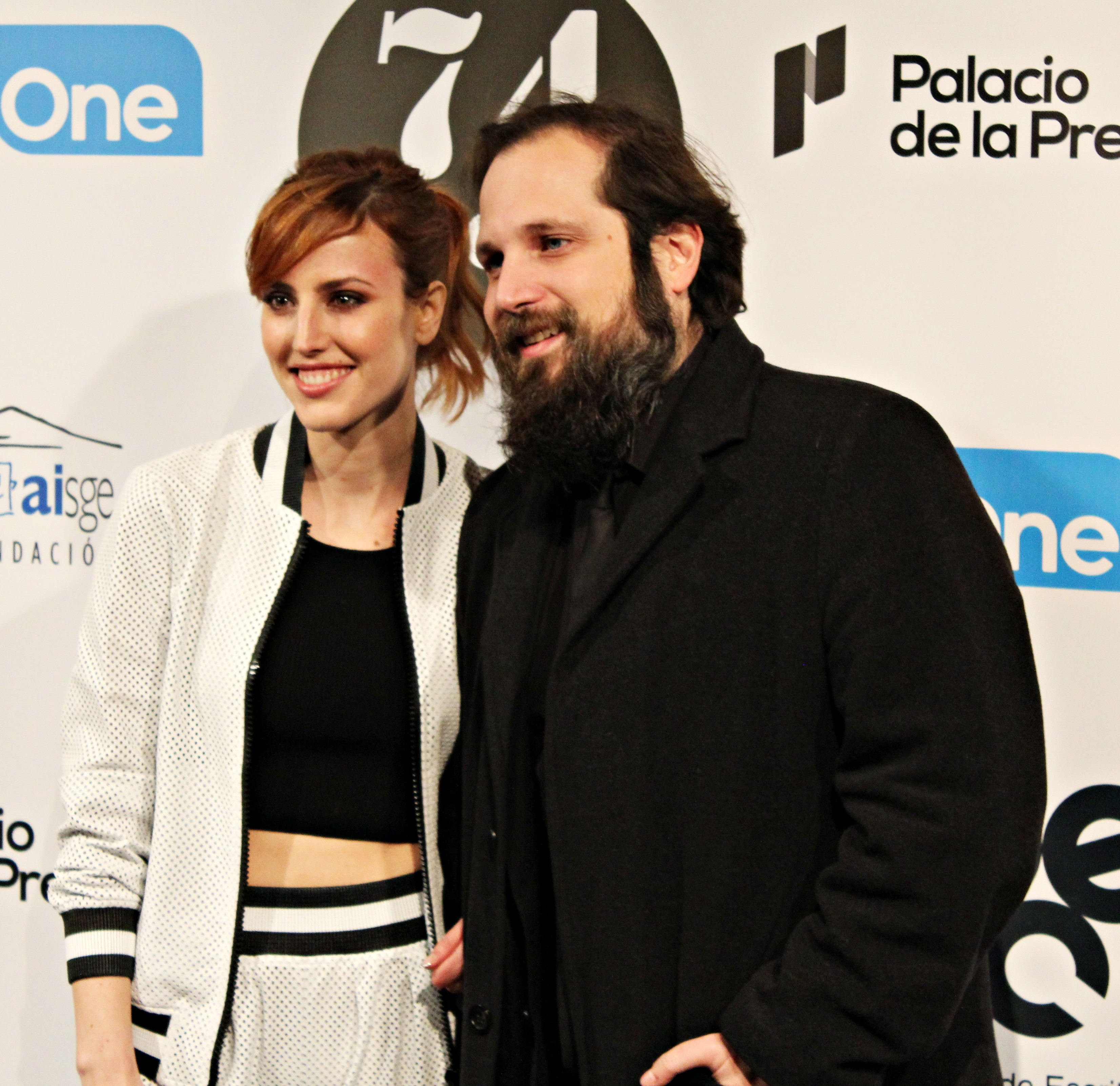
Carlos Vermut e Natalia de Molina alla settantaquattresima edizione delle Medallas del Círculo de Escritores Cinematográficos (28 gennaio 2019) per Quién te cantará.

### Carriera
Carlos Vermut ha studiato illustrazione presso la Escuela de Artediez di Madrid, iniziando a svolgere i suoi primi lavori come illustratore a El Mundo. Dopo aver vinto il Premio Injuve de Cómic e Ilustración nel 2006, ha pubblicato il suo primo fumetto solista, El banyán rojo, che ha ricevuto quattro candidature al venticinquesimo Salón Internacional del Cómic de Barcelona. Negli anni successivi ha completato Psico Soda (2007), una raccolta di racconti brevi e Plutón B.R.B. Nero: La venganza de Mari Pili (2009), fumetto tratto dall'omonima serie televisiva di Álex de la Iglesia. Nel 2008 ha lavorato come creatore della serie TV Jelly Jamm, su TVE.
Nel 2009 vince la settima edizione del Notodofilmfest con il cortometraggio Maquetas, accolto molto positivamente dalla critica. Nello stesso anno realizza il suo secondo cortometraggio: Michirones. Nel 2012 scrive e dirige il cortometraggio umoristico Don Pepe Popi (con protagonisti i comici Venga Monjas) e pubblica Cosmic Dragon, fumetto in cui viene omaggiata e rivisitata la serie giapponese Dragon Ball, di cui ha confessato in più occasioni essere un grande seguace.
Nel 2011 esce Diamond Flash, il suo primo lungometraggio.
Nell'autunno 2022 è uno dei tre membri della giuria per la sezione "Crazies | Concorso" al quarantesimo Torino Film Festival (in cui una sezione stessa viene dedicata alla sua filmografia), insieme a Lamberto Bava e Silvia Pezzopane; il 1º dicembre si tiene un suo incontro col pubblico, in Cavallerizza Reale (Aula Magna d'Ateneo dell'Università di Torino).

## Filmografia

### Regista

#### Cinema
- Diamond Flash (2011)
- Magical Girl (2014)
- Chi canterà per te? (Quién te cantará) (2018)
- Mantícora (2022)

#### Cortometraggi
- Maquetas (2009)
- Michirones (2009)
- Don Pepe Popi (2012)

### Sceneggiatore

#### Cinema
- Diamond Flash, regia di Carlos Vermut (2011)
- Magical Girl, regia di Carlos Vermut (2014)
- Chi canterà per te? (Quién te cantará), regia di Carlos Vermut (2018)
- La abuela (2021), regia di Paco Plaza
- Mantícora , regia di Carlos Vermut (2022)
- La imatge permanent (2023), regia di Laura Ferrés

#### Televisione
- Jelly Jamm - serie TV, 78 episodi (2011-2013)

#### Cortometraggi
- Maquetas, regia di Carlos Vermut (2009)
- Michirones, regia di Carlos Vermut (2009)
- ¿Qué significan los símbolos?, regia di Manuel Bartual (2012)
- Don Pepe Popi, regia di Carlos Vermut (2012)

### Attore

#### Cinema
- Mi loco Erasmus, regia di Carlo Padial (2012)
- Estirpe, regia di Adrián López (2016)

#### Cortometraggi
- ¿Qué significan los símbolos?, regia di Manuel Bartual (2012)
- El ruido solar, regia di Pablo Hernando (2020)

### Produttore

#### Cinema
- Diamond Flash, regia di Carlos Vermut (2011)

#### Cortometraggi
- Maquetas, regia di Carlos Vermut (2009)
- Don Pepe Popi, regia di Carlos Vermut (2012)

### Direttore della fotografia

#### Cinema
- Diamond Flash, regia di Carlos Vermut (2011)

#### Cortometraggi
- Michirones, regia di Carlos Vermut (2009)
- Don Pepe Popi, regia di Carlos Vermut (2012)

### Montatore

#### Cinema
- Diamond Flash, regia di Carlos Vermut (2011)

#### Cortometraggi
- Maquetas, regia di Carlos Vermut (2009)
- Michirones, regia di Carlos Vermut (2009)
- Don Pepe Popi, regia di Carlos Vermut (2012)

### Scenografo
- Diamond Flash (2011)
- Magical Girl (2014)

### Effettista
- Diamond Flash (2011)